# Louisville
Louisville è la città più grande del Commonwealth del Kentucky e la 29ª città più popolosa degli Stati Uniti. È una delle due città del Kentucky designate come di prima classe, l'altra è Lexington, la seconda città dello stato. Louisville è il capoluogo storico e, dal 2003, il capoluogo nominale della contea di Jefferson.

## Geografia fisica
Secondo lo United States Census Bureau, ha un'area totale di 342,21 mi² (886,32 km²).

## Storia
Louisville fu fondata nel 1778 da George Rogers Clark, il che la rende una delle più antiche città ad ovest degli Appalachi. Prende il nome dal re Luigi XVI di Francia. Situata accanto alle cascate dell'Ohio, l'unico grande ostacolo al traffico fluviale tra l'alto fiume Ohio e il golfo del Messico, l'insediamento si sviluppò inizialmente come sito portuale. È stata la città fondatrice della Louisville and Nashville Railroad, che è cresciuta fino a diventare un sistema di 6 000 miglia (9700 km) in 13 stati. Oggi, la città è conosciuta come la casa del leggendario pugile Muhammad Ali, del Kentucky Derby, della Kentucky Fried Chicken (KFC), dell'Università di Louisville e della squadra dei Louisville Cardinals, delle mazze da baseball della Louisville Slugger e di tre delle sei società della Fortune 500 nel Kentucky. Il suo aeroporto principale è anche il sito del centro aereo mondiale della United Parcel Service.
Dal 2003 i confini di Louisville sono stati gli stessi della contea di Jefferson, dopo una fusione tra città e contea. Il nome ufficiale del governo di questa città-contea consolidata è Louisville/Jefferson County Metro Government, abbreviato come Louisville Metro. Nonostante la fusione e la ridenominazione, il termine "contea di Jefferson" continua ad essere utilizzato in alcuni contesti in riferimento alla Louisville Metro, in particolare includendo le città incorporate al di fuori del "saldo" che costituisce Louisville. La popolazione consolidata totale della città secondo una stima del censimento del 2017 era di 771 158 abitanti. Tuttavia, il saldo totale di 621.349 esclude altri luoghi incorporati e città semiautonome all'interno della contea ed è la popolazione elencata nella maggior parte delle fonti e classifiche nazionali.
La Louisville-Jefferson County, KY-IN Metropolitan Statistical Area (MSA), a volte indicata anche come Kentuckiana, include Louisville-contea di Jefferson e 12 contee circostanti, sette nel Kentucky e cinque nell'Indiana meridionale. A partire dal 2017, la MSA aveva una popolazione di 1 293 953 abitanti, classificata al 45º posto a livello nazionale.

## Società

### Evoluzione demografica
Secondo il censimento del 2010, la popolazione era di 597 337 abitanti.
In base agli ultimi dati disponibili del 2018, la città ha 771 158 abitanti.

### Etnie e minoranze straniere
Secondo il censimento del 2010, la composizione etnica della città era formata dal 70,6% di bianchi, il 22,9% di afroamericani, lo 0,3% di nativi americani, il 2,2% di asiatici, lo 0,1% di oceaniani, l'1,8% di altre razze e il 2,3% di due o più etnie. Ispanici o latinos di qualunque etnia erano il 4,5% della popolazione.

## Infrastrutture e trasporti
La città è servita dall'Aeroporto Internazionale di Louisville.

## Amministrazione

### Gemellaggi
Louisville ha nove città gemellate a partire dal 2012:
- Adapazarı
- Jiujiang
- La Plata, dal 1994
- Leeds
- Magonza, dal 1994
- Montpellier, dal 1955
- Perm'
- Quito, dal 1984
- Tamale, dal 1979

## Sport
Gli sport universitari sono molto popolari nell'area di Louisville. 
Nel football, i Louisville Cardinals competono come membri della Atlantic Coast Conference (ACC), da quando sono entrati a far parte di questa lega nel luglio 2014.
Il basket universitario è particolarmente popolare. La Freedom Hall dei Louisville Cardinals ha registrato una media di tutto esaurito per 10 anni consecutivi e il Downtown KFC Yum! Center ha registrato regolarmente il tutto esaurito. Il mercato di Louisville si è classificato al primo posto negli ascolti del torneo NCAA di pallacanestro maschile ogni anno dal 1999.
L'unica squadra della città in un campionato professionistico di alto livello è il Racing Louisville FC, una squadra di calcio femminile della NWSL.